# Zapaska (duet)

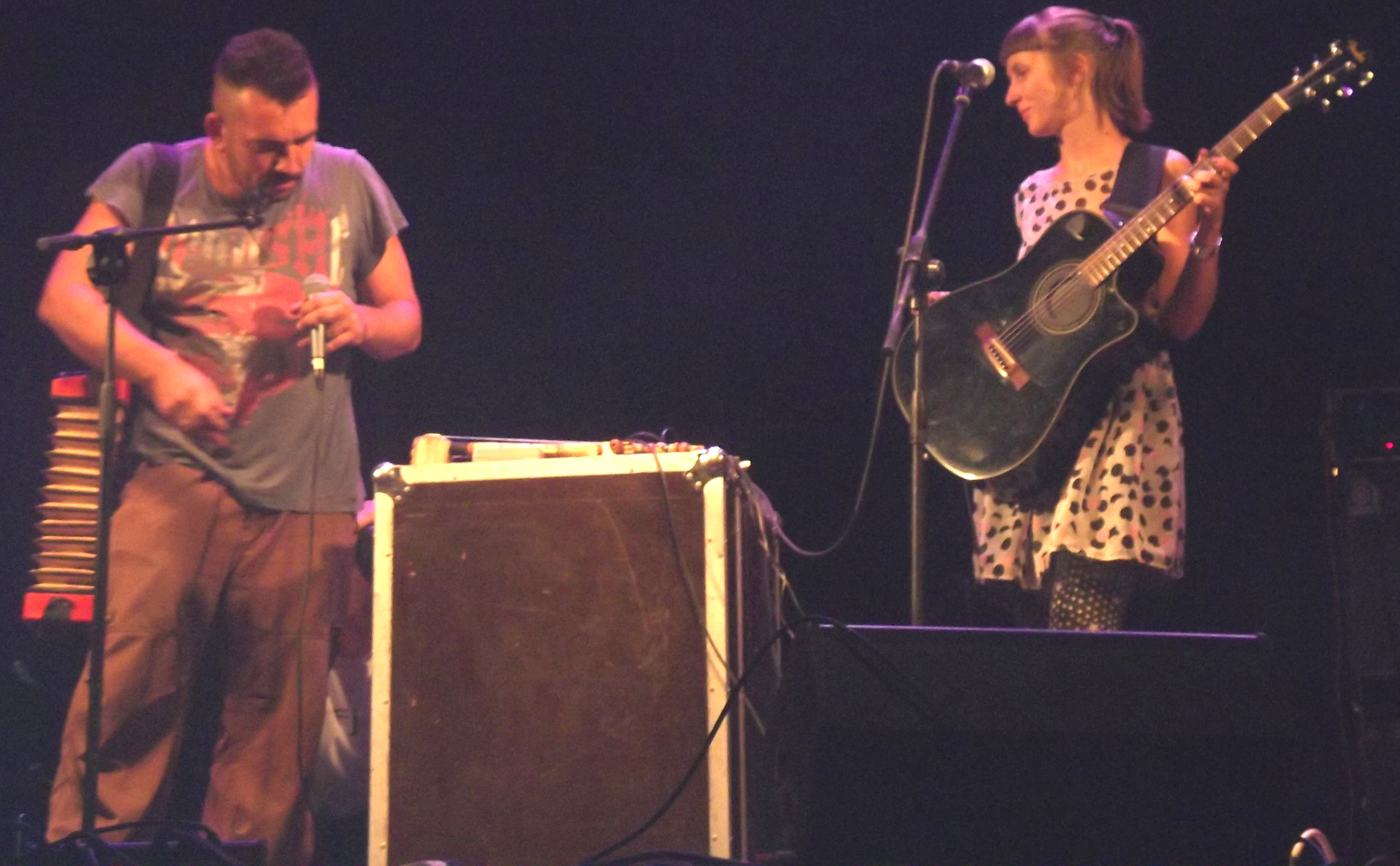

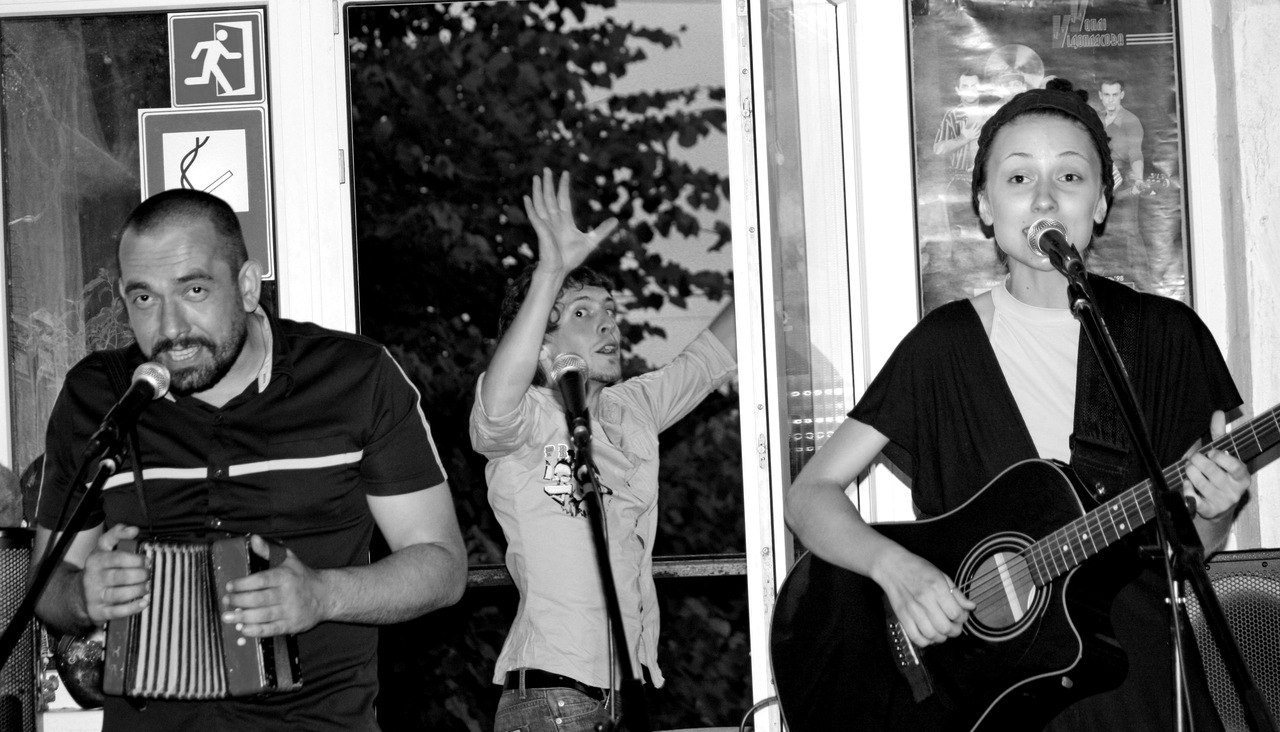

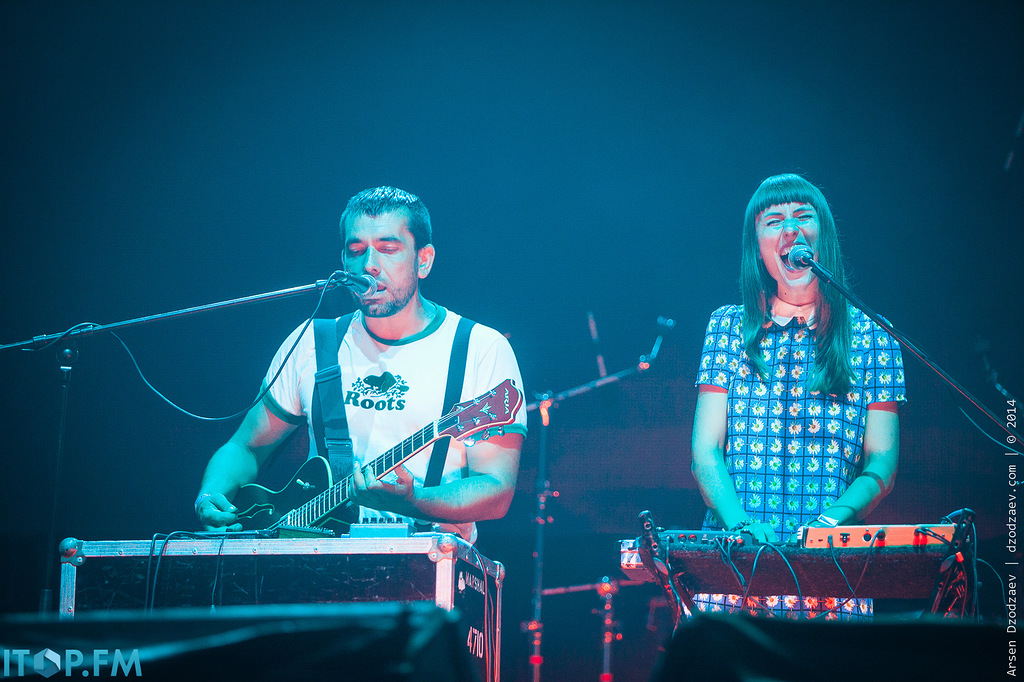

Zapaska – ukraiński duet, wykonujący muzykę alternatywną (alternatywny pop, indie pop z wpływami hip-hopu), utworzony w grudniu 2009 w Kamieńcu Podolskim.
Duet utworzyli: Jana Szpaczynśka (wokalistka zespołu "Czecze"), oraz Pawło Neczytajło (frontmen zespołu "Propała hramota"). Kompozycje "Zapaski" są tworzone przez live-looping – zapętlanie i miksowanie na żywo muzycznych fraz.
Duet koncertuje na Ukrainie i za granicą, m.in. w Polsce. Uczestniczył w festiwalach, m.in.: Bažant Pohoda 2012 (SK), United Islands of Praha 2012 (CZ), Pohoda Indoor Camping 2011 (SK), Noc Kultury w Lublinie 2012 (PL), Europejski Stadion Kultury 2011 (PL), Art Pole 2012 (UA), Tramtamtydamtuda 2012 (CZ), Boskovice Music Festival 2012 (CZ) i innych.

## Dyskografia zespołu
- "Lanka", EP (2010)
- "Translitom", EP, (2011)
- "Kontur", LP, (2014)
- "Pomalu", LP (2015)